# Modern szimfónia
A Modern szimfónia (Four Wives) 1939-ben bemutatott fekete–fehér amerikai film Kertész Mihály rendezésében. Magyarországon 1941. május 6-án mutatták be.
Az eredeti cím magyarra fordítva: Négy feleség. A film előzménye az 1938-ban bemutatott Négy lány (Four Daughters), folytatása pedig az 1941-ben készült Négy anya (Four Mothers).

## Cselekmény
Az öreg Adam Lemp négy leánya közül kettő férjnél van, a harmadik özvegy, a negyedik még hajadon. Ann férje öngyilkos lett, hogy felesége, aki csak részvétből ment hozzá, Félix Dietz-cel boldog lehessen, akit igazán szeret. A tehetséges zeneszerző, Mickey csak egy befejezetlen szimfóniát hagyott feleségére. Ann Félix iránti szerelmét azonban megzavarja, hogy elhunyt férjétől gyereket vár. Megrohanják az emlékek, állandóan a férje képét nézi, az ő utolsó szerzeményét játssza, szinte belebetegszik az emlékezésbe. Hajadon húga, Kay segíteni akar rajta és Clinton Forrest doktorhoz fordul, aki közben beleszeret a fiatal lányba. 
Félix elveszi Annt és nászajándékként hangszereli Mickey befejezetlen zeneművét. Az asszony Félix rajongó szerelmétől teljesen meggyógyul. Megszüli gyermekét, Félix pedig ugyanazon a napon nagy hangversenyt ad New Yorkban és sikerre viszi Mickey „Modern szimfóniá“-ját. Amikor hazatér, felesége megbékülve, boldogan öleli magához. Kay az orvos felesége lesz, teljes a család boldogsága.

## Szereplők
- Priscilla Lane – Ann Lemp Dietz
- Rosemary Lane – Kay Lemp
- Lola Lane – Thea Lemp Crowley
- Gale Page – Emma Lemp Talbot
- Claude Rains – Adam Lemp
- Jeffrey Lynn – Felix Dietz
- Eddie Albert – Clint Forrest, Jr.
- May Robson – Aunt Etta
- Frank McHugh – Ben Crowley
- Dick Foran – Ernest Talbot
- Henry O'Neill – Clinton Forrest, Sr.
- John Garfield – Mickey Borden
- Vera Lewis – Mrs. Ridgefield
- John Qualen – Frank